# Кузнецово (Куньинский район)
Кузнецово — деревня в Куньинском районе Псковской области России. Входит в состав Боталовской волости.
Расположена в 12 км к северо-востоку от районного центра, посёлка Кунья.
Численность населения деревни составляет 32 жителя (2000 год).